# Kaspar von Silenen
Kaspar von Silenen (c. 1467 – 5 de agosto de 1517) fue el primer comandante de la Guardia Suiza Pontificia (en latín: Praefectus Helveticae Custodiae et Corporis Domini Nostri Papae), sirviendo desde 1506 hasta su muerte en 1517.

## Biografía
Kaspar von Silenen nació en Lucerna, en el cantón de Uri. Era hijo de Ritter Albin von Silenen y Verena Netstaler, y sobrino del obispo Jost von Silenen. Su padre fue comandante de las tropas de Lucerna en las batallas de Morat y Nancy. Kaspar se casó con Ana de Rovéréa y participó en la campaña de Nápoles de Carlos VIII de Francia en 1494.
Antes de su papel en la Guardia Suiza, Kaspar von Silenen fue alcalde de Ebikon entre 1497 y 1499 y miembro del consejo municipal de Lucerna entre 1497 y 1503. Sin embargo, en 1503 fue condenado por reclutar mercenarios para los Habsburgo, ya que el gobierno suizo había comenzado a controlar nuevamente el número de sus ciudadanos al servicio de países extranjeros para que no luchen entre sí. Sentenciado a muerte en rebeldía, aceptó el cargo de comandante del ejército mercenario papal, lo que le permitió ser rehabilitado.
En 1505, el Papa Julio II solicitó mercenarios suizos para proteger el Vaticano. Con la ayuda del sacerdote suizo Peter von Hertenstein y la financiación de los banqueros Jakob y Ulrich Fugger, Kaspar von Silenen entró en Roma el 22 de enero de 1506 con 150 mercenarios, marcando la fundación de la Guardia Suiza Papal. Su misión era servir como guardaespaldas y guardias de palacio del Papa.
Bajo el papa León X, Kaspar von Silenen y su compañía fueron enviados a Rímini durante la Guerra de Urbino en 1517. Se suponía que debían defender la ciudad contra el duque Francesco Maria della Rovere, pero debido a la resistencia del condotiero al mando de la guarnición, Guido II Rangoni, a dejar entrar una fuerza mercenaria tan gran en la ciudad, se alojaron fuera de las murallas de esta. La tarde del 4 de agosto, ante el avance de las fuerzas enemigas, se les permitió entrar en la ciudad, pero Kaspar rechazó la invitación debido a la hora avanzada y al estado de embriaguez de sus hombres. En la madrugada del 5 de agosto, las fuerzas del duque de Urbino atacaron por sorpresa la ciudad, matando a muchos mercenarios mientras dormían extramuros, incluyendo al propio Kaspar von Silenen.